# アヴィニョン演劇祭

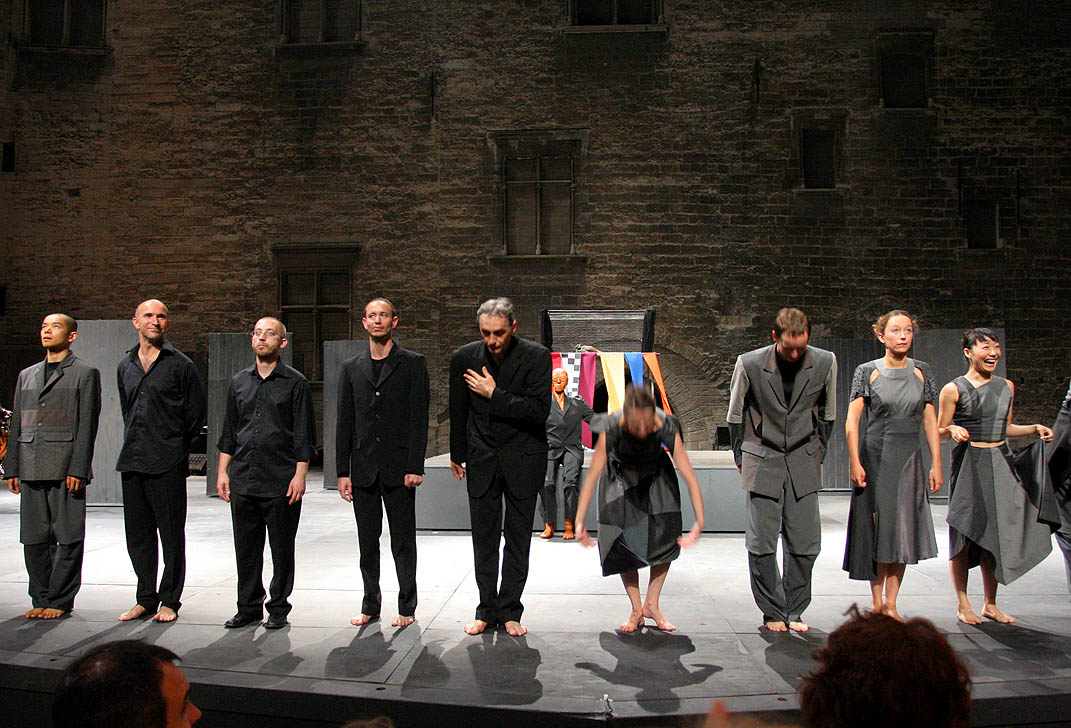
2006年の日仏共作『遊*Asobu』上演後の挨拶。左から5人目が、演出のジョセフ・ナジ

アヴィニョン演劇祭（アヴィニョンえんげきさい、Festival d'Avignon）は、毎年のヴァカンスの時季に、南フランスのアヴィニョンで開かれている、演劇ほかのフェスティヴァルである。期間中は、約9万の町の人口に匹敵する数の演者・観客が、フランス始め各国から、集まる。

## 現状
7月に、3 - 4週間開かれている。『イン』（IN）および『オフ』（OFF）と呼ばれる2つの組織が、たがいに独立に、並立している。インは招待制、オフは自主公演制である。インの事務局はみずからをインと称してはいないが、オフの活動家を招待したことはある。歴史はインの方が古い。

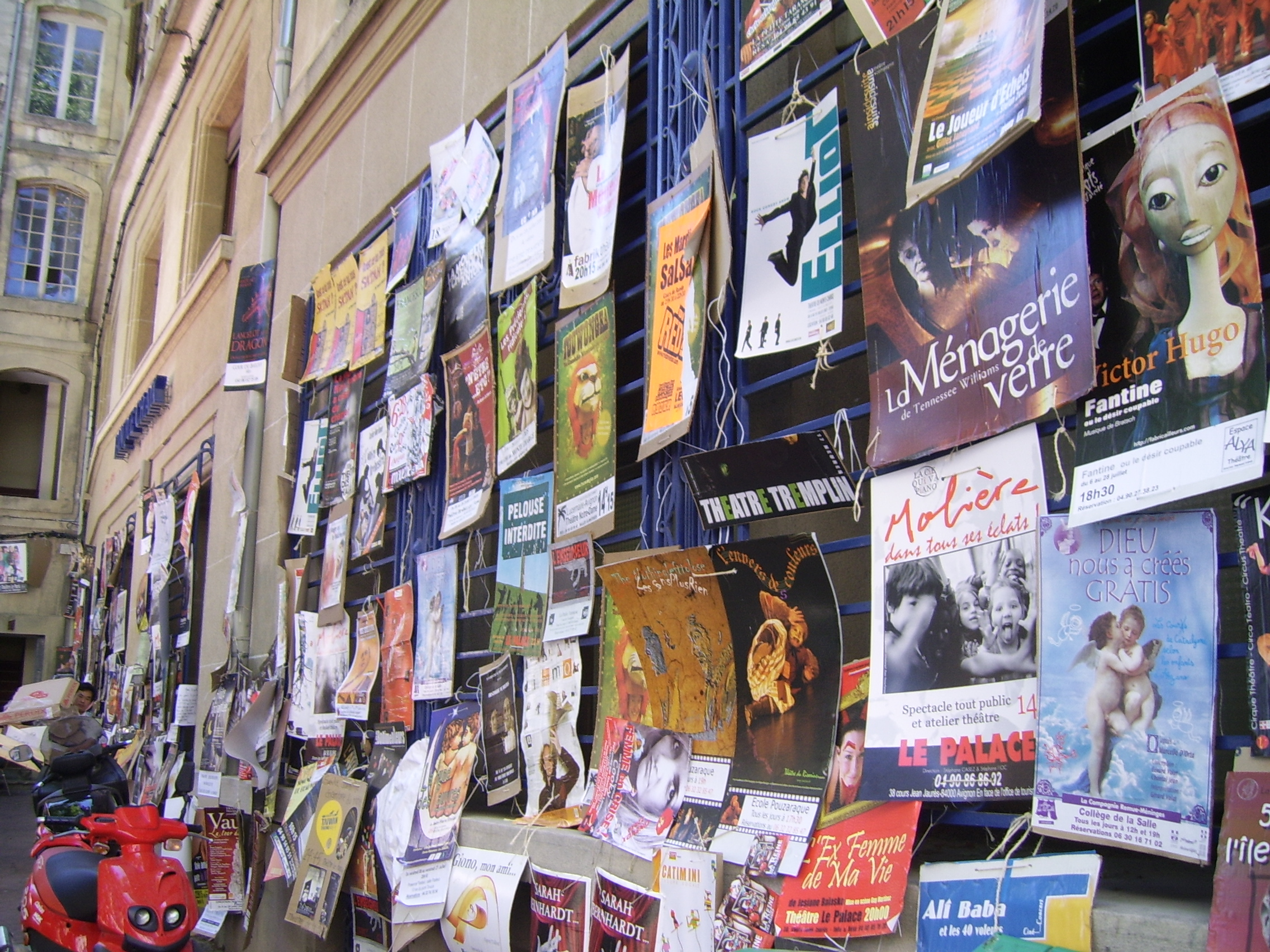
2007年のOFFのポスター

演目は、演劇、バレエ、ミュージカル、映画・コンサート、舞踊、コンテンポラリー・ダンス、マリオネット、マイム、騎馬オペラ・サーカス・大道芸など、幅広い。
2007年のインでは、客席数約2000のアヴィニョンの旧教皇庁（パレ・デ・パプ（Palais des Papes））前庭のメイン会場ほか18ヶ所で、34の演目が上演された。2007年のオフでは、町内外の、劇場・体育館・教会・カフェ・ガレージなど約120の会場で、876件の公演が催された。オフは宣伝が自由なので、町にはポスターが貼りめぐらされ、「街宣」の行列が行きかう。

## 経緯

### イン
第2次世界大戦後の1947年、俳優で演出家のジャン・ヴィラール（Jean Vilar）が、アヴィニョン教皇庁の前庭で野外演劇をと提案され、乗った。ヴィラールは、市民に気易い演劇を目指していた。
アヴィニョンの旧教皇庁は、14世紀から約100年続いたアヴィニョン捕囚およびその余波の、遺構である。
1947年9月4日- 10日の初公演は、ヴィラールの観客に近寄る姿勢が若者らの好評を呼び、夏に欠かせぬ行事として、急速に定着して行った。ヴィラール、ジャンヌ・モロー、ミシェル・ブーケ、マリア・カザレス、フィリップ・ノワレ、ジョルジュ・ウィルソン、ジェラール・フィリップらが、出演した。
1951年から1963年まで、ヴィラールはパリの国立民衆劇場（Théâtre National Populaire）の支配人を兼ねたので、フェスティヴァルは、旧教皇庁前庭における、国立民衆劇場の座員による公演であった。
1964年からは、ほかの演出家も招いた。1966年には、モーリス・ベジャールの『20世紀バレエ団』（Ballet du XXe siècle）を招き、1967年には、ゴダールの映画『中国女』の、公開前の上映もした。会場も増えて行った。
1968年には、五月革命の余波がフェスティヴァルに及び、ヴィラールは学生らの抗議・論争に巻き込まれた。彼は1971年に没した。
歴代のディレクターは次である。
- 1947年 - 1971年：ジャン・ヴィラール
- 1971年 - 1979年：ポール・ピュオー（Paul Puaux）
- 1980年 - 1984年：ベルナール・フェーヴル＝ダルシェ（Bernard Faivre d'Arcier）
- 1985年 - 1992年：アラン・クロムベック（Alain Crombecque）
- 1993年 - 2003年：ベルナール・フェーヴル＝ダルシェ
- 2003年 - ：オルタンス・アルシャンボー（Hortense Archambault）とヴァンサン・ボードリエ（Vincent Baudriller）、彼らは、年ごとに顧問（artiste associé）を招いている。
- 2004年：トマス・オスターマイヤー（Thomas Ostermeier）
- 2005年：ヤン・ファーブル（Jan Fabre）
- 2006年：ジョセフ・ナジ（Josef Nadj）
- 2007年：フレデリック・フィスバック（Frédéric Fisbach）
- 2013年 - ：オリヴィエ・ピィ（Olivier Py）

なお、2003年のインは、失業保障の法律改訂に反対するストライキのため、中止された。

### オフ
1964年の演劇祭の時期に打った、アンドレ・ベネデット（André Benedetto）の自主公演が『オフ』の端緒とされ、その後、1971年には38演目が上演され、2004年には667演目、2007年には876演目と、年々盛んになっている。
1982年以降のオフは、アラン・レオナール（Alain Léonard）ディレクターの、『アヴィニョン・パブリック・オフ』（Avignon Public Off）協会が、総合プログラムを編集配布した。また、先駆者アンドレ・ベネデットの 『アヴィニョンフェスティヴァルと参加団体』（Avignon Festival et Compagnies）組合が、2006年と2007年の、参加団体と会場とをまとめ、2008年の参加申込みを受け付けている。

## 日本からの参加例

### イン
- 1994年の日本特集に、
  - 観世栄夫、浅見真州ら、創作能『スサノヲ』勅使河原宏演出
  - MATOMA (スーザン・バージュ+日本人ダンサー＋いちひめ雅楽会)によるコンテンポラリーダンス、『間と間の間』
  - 新宿梁山泊、演劇『少女都市からの叫び声』
- 2000年、珍しいキノコ舞踊団、ニブロールなどが東京現代コンテンポラリーダンスとして紹介される。
- 1998年、MATOMA (スーザン・バージュ＋日本人ダンサー＋いちひめ雅楽会)によるコンテンポラリーダンス『間と間の間』
- 2006年、大駱駝艦、舞踊『遊*Asobu』ジョセフ・ナジ演出
- 2007年、池田扶美代、舞踊『Nine Finger』（ベルギーのダンス・カンパニーの一員として）
- 2014年、SPAC-静岡県舞台芸術センター、『マハーバーラタ』宮城聰演出、『室内』（メーテルリンク作）クロード・レジ演出
- 2017年、SPAC-静岡県舞台芸術センター、『アンティゴネ』宮城聰演出

### オフ
- 1990年以降、大道芸の雪竹太郎が連続参加
- 1994年、オンシアター自由劇場、演劇『スカパン』（モリエール）、串田和美演出
- 1995年 & 1996年、劇団黒テント、演劇『ヴォイツェック』（ゲオルク・ビュヒナー）、佐藤信演出
- 1997年、鴎座（佐藤信主宰の個人劇団）、演劇『ハムレット／マシーン』（ハイナー・ミュラー（Heiner Müller）、佐藤信演出
- 1997年、劇団DA･M、演劇『aruku』、大橋宏ほか演出
- 1998年、イデビアン・クルー 、ダンス『包丁一本』、井手茂太振付
- 1998年、夏木マリ、舞踊『印象派vol.4』
- 1998年  NIBROLL  林ん家に行こう 舞踊 矢内原美邦振付
- 1999年  NIBROLL東京市民プール  舞踊 矢内原美邦振付
- 1999年、オペラシアターこんにゃく座、オペラ『セロ弾きのゴーシュ』（宮沢賢治）、林光作曲、加藤直演出
- 1999年 - 2002年、La Compagnie A-n、演劇『祈りの後に』、西山水木構成
- 2000年、水と油、マイム『イマジネネールな人物』
- 2000年、ダンスのコセキ・スマコ
- 2000年 & 2001年、アート・ダンス・シアター・ファンクション、舞踊『JORO -　Femin』
- 2000年以降毎年、シャクティの舞踊団
- 2001年、珍しいキノコ舞踊団、舞踊『フリル(ミニ)』、伊藤千枝振付
- 2001年以降毎年、日本舞踊の花柳衛菊
- 2002年、劇団黒テント、演劇『十字軍』、プロスペール・ディス演出
- 2003年、Memorial Movement Theatre、パントマイム『メッセージ』
- 2005年、劇団東京乾電池、演劇『授業』、伊東潤演出
- 2006年、劇団東京乾電池、演劇『小さな家と五人の紳士』（別役実）& 演劇『眠レ、巴里』（竹内銃一郎）、柄本明演出
- 2007年、Memorial Movement Theatre、パントマイム『色即是空』
- 2015年、開幕ペナントレース、演劇『1969: A Space Odyssey? Oddity!』（村井雄 作・演出）
- 2018年、空間企画、インスタレーション『Makkanakazitsu　-　FRUIT ROUGE』（中佐真梨香 構成）
- 2019年、空間企画、インスタレーション『snowdrop』